# Casa del Baró de la Blava
La Casa del Baró de la Blava és una obra amb elements barrocs i eclèctics de Vic (Osona) protegida com a Bé Cultural d'Interès Local.

## Descripció
Es tracta d'un edifici situat a la cantonada i, per tant, amb dues façanes. És de planta baixa, amb dos pisos superiors i golfes. El portal principal està situat al carrer de la Ramada i és d'arc de mig punt i adovellat. Les obertures dels pisos superiors són de llinda plana i estan distribuïdes asimètricament per les dues façanes. A les golfes s'obre una galeria de finestretes d'arc de mig punt, algunes de les quals estan tapiades.